# NWA 7325
NWA 7325 (Northwest Africa 7325) とは、エイコンドライトに属する石質隕石の1つである。史上初の、水星起源の隕石である可能性が示されている。

## 特徴
NWA 7325の目立つ特徴は、表面や内部の一部が濃い緑色をしていることである。表面は地球に落下した際の大気の断熱圧縮で融解した跡があり、緑色から黄色をしている。これは少量の月隕石に見られる特徴ではあるが、NWA 7325の色はこれらより濃かった。また、内部には緑色の鉱物である透輝石を含んでいる。緑色の由来は、この透輝石がクロムを含んでいるためである。クロムの量は透輝石に含まれている量では、Cr2O3で1.0w%に達する。
NWA 7325は、クロムを大量に含んでいる時点ですでに興味深い隕石であったが、さらに重要なのは、カルシウムとマグネシウムを大量に含んでいるにもかかわらず、鉄をほとんど含んでいなかったことである。これらの特徴は、水星探査機のメッセンジャーによって観測された水星表面の元素組成に一致する。やや頑火輝石が豊富にあり、カルシウムが多すぎる傾向にあるが、これは、NWA 7325が水星から飛び出すきっかけとなった隕石衝突がかなり大規模であり、地殻の奥深くから放出されたものであると考えれば説明がつく。
また、NWA 7325は微量元素が非常に少ない事も特徴として挙げられる。具体的には、セリウム0.34ppm、ユウロピウム0.58ppm、ハフニウム0.44ppm、トリウム0.27ppmなどである。
NWA 7325の破片は全部で35個あり、総重量は345gである。もっとも大きな破片の重さは100g以上ある。タイプ標本の質量は21gである。

## 検証
上記のとおり、NWA 7325は水星隕石としては初めて可能性が示された隕石である。しかし、本当に水星由来であるかは確証が得られていない。そのため、以下のような検証方法が提案されている。
まず、NWA 7325の残留磁場を調べ、それが水星の磁場と一致するかを調べる方法である。しかし、隕石を発見するためにモロッコの遊牧民が用いる強力な磁石によって、残留磁場が消去されている可能性がある。あるいは、NWA 7325のマグネシウムの同位体の比率を、メッセンジャーが測定した水星のものと比較する方法もある。これは技術的に難しく、エラーが大きくなる可能性がある。
また、NWA 7325の破片を融解させた上で再結晶化させ、水星表面の状態を再現する研究が期待されている。これは、水星探査によって未だ得られない水星の物質的なサンプルを研究できる点でも重要である。しかし、すでに1オンス（約28.3g）程度の破片が分析に使用されており、残りの破片も、研究者に対して分析をする機会を平等に与えるために、購入者のStefan Ralewが販売や譲渡をせずに所持している。これは、仮に市場に出されれば、1gあたり5000ドル（約47万円）に達するほど貴重なサンプルであるためである。
仮に、NWA 3725が水星隕石ではなかったとしても、この非常にユニークな特徴を持つ隕石が、どの天体から来たかが問題となる。
なお、NWA 3725が地球に飛来した年代は不明であるが、隕石に含まれる鉱物の結晶に、宇宙線によって生じた傷の量を調べることによって、宇宙空間に漂っていた年代を測定することも検討されている。

## 発見
NWA 7325は、研究者が直接砂漠で発見したわけではない。NWA 7325は、2012年4月に、モロッコのエルフードで、ドイツ人隕石ディーラーのStefan Ralewによって他の隕石と共に購入されたものである。NWA 7325はモロッコ南部で2012年初めに発見されたとされている。産地や発見日時の詳細が不明なのはこの産地の隕石ではよくあることであり、NWA 7325に限った話ではない。なお、NWA 7325の研究は、珍しい隕石の研究に詳しいワシントン大学のAnthony Irvingが行った。

## 名称
NWAとは、"Northwest Africa"の略称であり、西北アフリカのことを指す。サハラ砂漠では、隕石が非常に多数発見されているため、NWAの後に登録番号を入れた物を、隕石の正式な名称として登録している。